# Kraj Nadmorski (Mezopotamia)

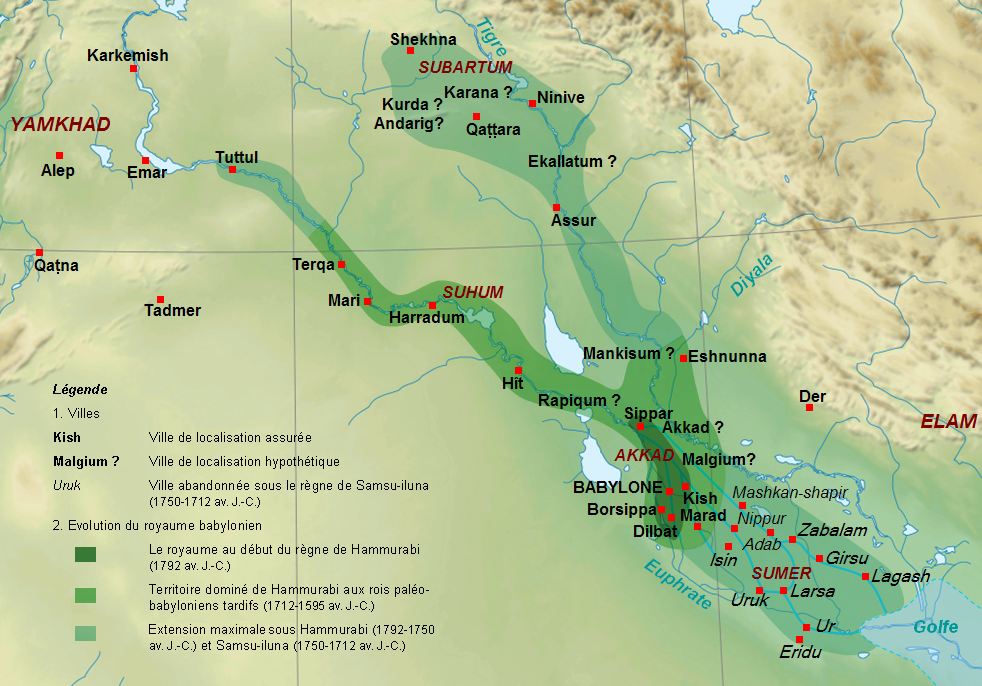
Mapa Mezopotamii w czasach panowania Hammurabiego (1792-1750 p.n.e.) i jego następców; Kraj Nadmorski przestał być częścią państwa starobabilońskiego za czasów Samsu-iluny (1749-1712 p.n.e.), syna i następcy Hammurabiego.

Kraj Nadmorski – kraina historyczna w południowej Babilonii, powstała w wyniku cofnięcia się linii brzegowej Zatoki Perskiej o około 50 km na południe w ciągu III i II tys. p.n.e.; kraina o charakterze podmokłym i bagiennym. 

## Historia
W 1721 p.n.e. na obszarze tym wybuchła rewolta skierowana przeciwko panowaniu Samsu-iluny, władcy z dynastii starobabilońskiej, której król ten nie zdołał stłumić. Nad zbuntowaną krainą objęła władzę na ponad dwieście lat I dynastia z Kraju Nadmorskiego, której założycielem był Ili-ma-ilum. Poza imionami władców, głównie o etymologii sumeryjskiej lub akadyjskiej, niewiele więcej wiadomo o tej krainie w tym okresie.
W XV w. p.n.e. Kraj Nadmorski podbił król kasycki Ulam-Buriasz, kładąc kres tamtejszej dynastii. Po upadku II dynastii z Isin (koniec XI w. p.n.e.) na krótko władzę w Babilonie przejęła II dynastia z Kraju Nadmorskiego. W I tys. p.n.e. południowa Babilonia stała się celem migracji plemion chaldejskich. Na podmokłych terenach Kraju Nadmorskiego osiedlili się przedstawiciele chaldejskiego plemienia Bit-Jakini. W okresie grecko-rzymskim tereny te znane były pod nazwą Chaldea.

## Dynastie

### I dynastia
tzw. II dynastia z Babilonu, ok. 1730-1475 p.n.e.
- Ili-ma-ilum (ok. 1730 p.n.e.) (współczesny Samsu-ilunie i Abi-eszuhowi z dynastii starobabilońskiej)
- Itti-ili-nībī
- Damqi-ilišu
- Iškibal
- Šušši
- Gulkišar
- Pešgaldaramaš
- Adarakalama
- Akurduana
- Melamkurkura
- Ea-gamil (ok. 1475 p.n.e. Kraj Nadmorski podbija król kasycki Ulamburiasz, kładąc kres tamtejszej dynastii)

### II dynastia
tzw. V dynastia z Babilonu, ok. 1026-1006 p.n.e.
- Simbar-Szipak (ok. 1026-1009 p.n.e.)
- Ea-mukin-zeri (ok. 1009 r. p.n.e.)
- Kaszszu-nadin-ahhe (ok. 1008-1006 p.n.e.)